# Hestor L. Stevens
Hestor Lockhart Stevens (* 1. Oktober 1803 in Lima, Livingston County, New York; † 7. Mai 1864 in Washington, D.C.) war ein US-amerikanischer Politiker. Zwischen 1853 und 1855 vertrat er den Bundesstaat Michigan im US-Repräsentantenhaus.

## Werdegang
Hestor Stevens besuchte die öffentlichen Schulen seiner Heimat. Nach einem anschließenden Jurastudium und seiner Zulassung als Rechtsanwalt begann er in Rochester in seinem neuen Beruf zu arbeiten. Stevens stieg in der Miliz im westlichen Teil des Staates New York bis zum Generalmajor auf.
Nach einem Umzug nach Pontiac in Michigan begann er als Mitglied der Demokratischen Partei eine kurze politische Laufbahn. Bei den Kongresswahlen des Jahres 1852 wurde er im damals neugeschaffenen vierten Wahlbezirk seines Staates in das US-Repräsentantenhaus in Washington gewählt, wo er am 4. März 1853 sein neues Mandat antrat. Da er im Jahr 1854 auf eine erneute Kandidatur verzichtete, konnte er bis zum 3. März 1855 nur eine Legislaturperiode im Kongress absolvieren. Diese war von den Ereignissen und Diskussionen im Vorfeld des Bürgerkrieges geprägt.
Nach seinem Ausscheiden aus dem US-Repräsentantenhaus arbeitete Hestor Stevens als Anwalt in der Bundeshauptstadt Washington. Politisch ist er bis zu seinem Tod am 7. Mai 1864 nicht mehr in Erscheinung getreten.